# Etihad Arena
Die Etihad Arena (arabisch اتحاد أرينا, DMG Ittiḥād Arīnā) ist eine Mehrzweckhalle in der Stadt Abu Dhabi im gleichnamigen Emirat der Vereinigten Arabischen Emirate. Die vollklimatisierte Veranstaltungshalle liegt an der südlichen Uferpromenade der Yas-Insel. Die Form der Halle ähnelt einem geschliffenen Edelstein und ist für verschiedene Veranstaltungen bis maximal 18.000 Besucher ausgelegt. Betrieben wird die Etihad Arena von Flash Entertainment.

## Geschichte
Das US-amerikanische Architekturbüro HOK veröffentlichte im Juni 2017 erste Pläne des Neubaus. Im Januar 2020 erhielt der Bau mit der Fluggesellschaft Etihad Airways seinen Namenssponsor. Im Februar des Jahres war die Eröffnung Mitte April mit der Eisshow Disney On Ice presents Frozen geplant. Einen Monat später musste die Einweihung aufgrund der COVID-19-Pandemie verschoben werden. Die Eisshow wurde auf den September verlegt. Die Eröffnung konnte erst im Januar 2021 gefeiert werden. Die erste Veranstaltung war UFC on ABC: Holloway vs. Kattar (Mixed Martial Arts) vor der, aufgrund der COVID-19-Schutzmaßnahmen, reduzierten Kulisse von 900 Besuchern.
Im Dezember 2021 war die Arena Schauplatz der Kurzbahnweltmeisterschaften. Für die Titelkämpfe wurde ein temporäres 25-Meter-Schwimmbecken in der Etihad Arena installiert. Im Juni 2022 wurden die International Indian Film Academy Awards in der Mehrzweckhalle verliehen. Am 6. und 8. Oktober 2022 wurden bei den NBA Abu Dhabi Games 2022 zwei Partien der Preseason der National Basketball Association (NBA) zwischen den Milwaukee Bucks und den Atlanta Hawks (113:123, 109:118 vor 11.449 bzw. 11.563 Zuschauern) ausgetragen. Es waren die ersten Spiele der Liga in den Vereinigten Arabischen Emiraten und am Persischen Golf.
Vom 17. bis 20. August 2023 fand die International Basketball Week in der Halle statt. Es war ein Vorbereitungsturnier für die Basketball-Weltmeisterschaft 2023 ab dem 25. August. Am 17. August standen sich der Libanon und Ägypten (70:64) gegenüber. Am 18. August traten Libanon und Mexiko (70:88) sowie die Vereinigten Staaten und Griechenland (108:86) gegeneinander an. Am 19. August traf Griechenland auf Deutschland (71:84). Am 20. August standen sich die Vereinigten Staaten und Deutschland (99:91) gegenüber. Des Weiteren nahmen die Collegemannschaften der Kansas State Wildcats (am 17. August gegen Mexiko, 81:83) und der Arizona Wildcats (am 19. August gegen den Libanon, 85:71) teil.
Am 5. und 7. Oktober 2023 fanden die NBA Abu Dhabi Games 2023 statt. Bei den Spielen der Preseason standen sich die Dallas Mavericks und die Minnesota Timberwolves gegenüberstehen. Im Oktober 2024 kehrte die NBA mit zwei Partien der Boston Celtics und Denver Nuggets zurück. Die Liga wurde von Human Rights Watch kritisiert, dass die Veranstaltungen der Liga dem Sportswashing der Vereinigten Arabischen Emirate diene.
Am 3. Dezember 2024 wurde bekannt, dass das Final Four der EuroLeague 2024/25 in der Etihad Arena ausgetragen werden soll. Es wäre das erste Endturnier der europäischen Basketballliga außerhalb von Europa. Am 28. Januar 2025 gab die EuroLeague offiziell den Spielort Abu Dhabi bekannt. Die Etihad Arena bietet zu Basketballspielen 12.000 Plätze.